# Liste der Monuments historiques in Chancey
Die Liste der Monuments historiques in Chancey führt die Monuments historiques in der französischen Gemeinde Chancey auf.

## Liste der Objekte
| Bezeichnung               | Beschreibung                                                                                           | Standort                           | Kennzeichnung | Schutzstatus | Datum | Bild |
| ------------------------- | --- | ---------------------------------- | ------------- | ------------ | ----- | ---- |
| Kelch und Patene          | Silber, Anfang des 19. Jahrhunderts                                                                    | in der Kirche St-Barthélemy (Lage) | PM70000286    | Classé       | 1966  |      |
| Reliquiar                 | Metall, versilbert, Bronze, 18. und 19. Jahrhundert                                                    | in der Kirche St-Barthélemy (Lage) | PM70001789    | Classé       | 1966  |      |
| Kanzel                    | Holz, farbig gefasst, bezeichnet 1756                                                                  | in der Kirche St-Barthélemy (Lage) | PM70003680    | Inscrit      | 2006  |      |
| Glocke                    | Bronze, 1766 gegossen                                                                                  | in der Kirche St-Barthélemy (Lage) | PM70000285    | Classé       | 1942  |      |
| Hauptaltar                | Tabernakel, Retabel und zwei Skulpturen; Holz, farbig gefasst und vergoldet, Ende des 18. Jahrhunderts | in der Kirche St-Barthélemy (Lage) | PM70000287    | Classé       | 1979  |      |
| Ziborium                  | Silber, erste Hälfte des 19. Jahrhunderts, Goldschmied Jean-François Burel                             | in der Kirche St-Barthélemy (Lage) | PM70003677    | Inscrit      | 2006  |      |
| Monstranz                 | Solber, vergoldet, erste Hälfte des 19. Jahrhunderts, Goldschmied Charles-Denis-Noël Martin            | in der Kirche St-Barthélemy (Lage) | PM70003678    | Inscrit      | 2006  |      |
| Kommunionbank             | Schmiedeeisen, bezeichnet 1773                                                                         | in der Kirche St-Barthélemy (Lage) | PM70003679    | Inscrit      | 2006  |      |
| Kruzifix                  | Holz, farbig gefasst, 18. Jahrhundert                                                                  | in der Kirche St-Barthélemy (Lage) | PM70003681    | Inscrit      | 2006  |      |
| Ewiges Licht              | Metall, versilbert, um 1800                                                                            | in der Kirche St-Barthélemy (Lage) | PM70003682    | Inscrit      | 2006  |      |
| Skulptur Schwarze Madonna | Holz, farbig gefasst, 17. Jahrhundert                                                                  | in der Kirche St-Barthélemy (Lage) | PM70003683    | Inscrit      | 2006  |      |